# Acritus mahnerti
Acritus mahnerti är en skalbaggsart som beskrevs av Yves Gomy 1981. Acritus mahnerti ingår i släktet Acritus och familjen stumpbaggar. Inga underarter finns listade i Catalogue of Life.